# Eremotylus vitripennis
Eremotylus vitripennis là một loài tò vò trong họ Ichneumonidae.